# 223. Infanterie-Division (Deutsches Kaiserreich)
Die 223. Infanterie-Division war ein Großverband der Preußischen Armee innerhalb des Deutschen Heeres im Ersten Weltkrieg.

## Geschichte
Die Division wurde am 1. Oktober 1916 zusammengestellt und zunächst an der Westfront eingesetzt. Mitte Mai 1917 verlegte sie an die Ostfront und trat dann ab Ende Februar 1918 wieder an der Westfront an. Am 10. September 1918 löste man den Verband auf.

### Gefechtskalender

#### 1916
- 27. September bis 25. Oktober – Stellungskämpfe im Oberelsass
- 26. Oktober bis 9. November – Reserve der OHL
- 09. bis 21. November – Schlacht an der Somme
- ab 27. November – Stellungskämpfe an der Somme

#### 1917
- bis 26. Januar – Stellungskämpfe an der Somme
- 27. Januar bis 5. April – Stellungskämpfe in der Champagne
- 06. April bis 17. Mai – Doppelschlacht Aisne-Champagne
- 17. bis 24. Mai – Transport nach dem Osten
- 24. Mai bis 1. Juli – Reserve der Heeresgruppe Böhm-Ermolli
- 01. bis 6. Juli – Abwehrschlacht östlich Zloczow
- 07. bis 18. Juli – Stellungskämpfe östlich Zloczow
- 19. bis 23. Juli – Durchbruchschlacht in Ostgalizien
- 24. bis 30. Juli – Verfolgungskämpfe in Ostgalizien
- 31. Juli bis 2. August – Kämpfe um den Zbrucz und zwischen Zbrucz und Sereth
- 03. August bis 7. Dezember – Stellungskämpfe zwischen Dnjestr und Zbrucz, am Zbrucz und zwischen Zbrucz und Sereth
- 08. bis 17. Dezember – Waffenruhe
- ab 17. Dezember – Waffenstillstand

#### 1918
- bis 13. Februar – Waffenstillstand
- 13. bis 27. Februar – Reserve der OHL und Transport nach dem Westen
- 27. Februar bis 18. März – Reserve der OHL bei der 7. Armee
- 21. bis 22. März – Durchbruchschlacht bei St. Quentin-La Fère
- 21. März bis 6. April – Große Schlacht in Frankreich
- 10. bis 22. April – Stellungskämpfe nördlich der Ailette
- 22. April bis 2. Juni – Kämpfe an der Avre und bei Montdidier und Noyon
- 02. bis 13. Juni – Schlacht bei Soissons und Reims
- 14. Juni bis 4. Juli – Stellungskämpfe zwischen Oise, Aisne und Marne
- 05. bis 17. Juli – Stellungskämpfe westlich von Soissons
- 18. bis 25. Juli – Abwehrschlacht zwischen Soissons und Reims
- 26. Juli bis 3. August – Bewegliche Abwehrschlacht zwischen Marne und Vesle
- 04. bis 16. August – Stellungskämpfe zwischen Oise und Aisne
- 17. August bis 4. September – Abwehrschlacht zwischen Oise und Aisne
- 05. bis 8. September – Kämpfe vor der Siegfriedstellung
- 10. September – Auflösung der Division

## Kriegsgliederung vom 23. Februar 1918
- 67. Infanterie-Brigade
  - Ersatz-Infanterie-Regiment Nr. 29
  - 5. Lothringisches Infanterie-Regiment Nr. 144
  - 9. Lothringisches Infanterie-Regiment Nr. 173
  - 2. Eskadron/Reserve-Dragoner-Regiment Nr. 3
- Artillerie-Kommandeur Nr. 223
  - Feldartillerie-Regiment Nr. 280
- Pionier-Bataillon Nr. 223
- Divisions-Nachrichten-Kommandeur Nr. 223

## Kommandeure
| Dienstgrad   | Name             | Datum                                  |
| ------------ | ---------------- | -------------------------------------- |
| Generalmajor | Georg Mühry      | 01. Oktober 1916 bis 1. Januar 1917    |
| Generalmajor | Oskar Haevernick | 02. Januar 1917 bis 10. September 1918 |